# ヘルプマーク

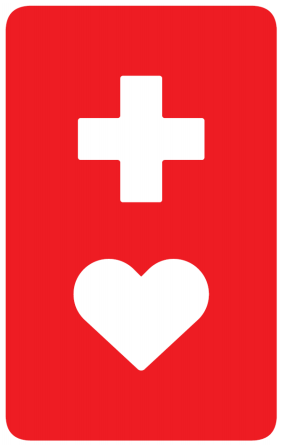
ヘルプマークのデザイン

ヘルプマーク（和製英語：Help Mark）は、2012年（平成24年）に東京都福祉保健局（東京都庁）が考案・作成したピクトグラムである。義足や人工関節を使用している患者、内部障害や難病の患者、または妊娠初期の女性など、援助や配慮を必要としていることが外見では分からない人々が、周りに配慮を必要なことを知らせることで援助を得やすくなるよう作成された。
2012年10月よりサービス開始。当初は東京都独自の取り組みとして始められたが、都内の民間事業者や、日本全国の自治体にも拡がった。ヘルプマークの著作権は東京都に帰属し、商標登録されている。ヘルプマークの趣旨に合致すれば作成・活用することが認められているが、寸法や比率を含めて都の定めた「ヘルプマーク作成・活用ガイドライン」に従う必要がある。

## 概要
2009年・2011年の東京都議会で、都議会議員の伊藤興一が統一基準の「ヘルプカード」の導入を提案、2012年には人工関節を使用している東京都議会議員山加朱美がマークの導入を提案した。マークのデザインは日本グラフィックデザイナー協会が協力した。
東京都福祉保健局では、ヘルプマークの対象者を「義足や人工関節を使用している方、内部障害や難病の方、妊娠初期の方など、援助や配慮を必要としていて、配布を希望する方々です。 しかしながら、身体機能等に特に基準を設けているわけではありません」「ヘルプマークの配布に当たっては、必要な都民の方々が円滑にマークを活用することができることに配慮し、特に書類等の提示は必要なく、お申し出に対しお渡しすることとしています」「マタニティマークと同様、御家族等が代わりにいらっしゃる場合も、お渡ししています」としている。
ヘルプマークの受け取りに障害者手帳などの提示は必要なく、このように柔軟な運用としていることについて、東京都福祉保健局の担当者は「『だれにでも渡すのはおかしい』という意見もうかがったことがあります。ですが、もらいにくくなってしまうのも、主旨に反しています。『どういう困りごとなのか』を言いたくない方もいると思います」と述べている。
東京都内在住者に限り、配布場所に行くことが困難な場合は郵送での配布も行う。ただし配布は本人または代理人（家族や支援者）の申し出により1人1つまでで、複数個の配布はしていない。また転売は禁じられている。
東京都福祉局は「ヘルプマークを身に着けた方を見かけたら」として、以下の行動を推奨している。

「ヘルプマークを身に着けた方を見かけたら」（東京都福祉局）
- 電車・バスの中で、席をお譲りください。
  - 外見では健康に見えても、疲れやすかったり、つり革につかまり続けるなどの同じ姿勢を保つことが困難な方がいます。 また、外見からは分からないため、優先席に座っていると不審な目で見られ、ストレスを受けることがあります。

- 駅や商業施設等で、声をかけるなどの配慮をお願いします。
  - 交通機関の事故等、突発的な出来事に対して臨機応変に対応することが困難な方や、立ち上がる、歩く、階段の昇降などの動作が困難な方がいます。

- 災害時は、安全に避難するための支援をお願いします。
  - 視覚障害者や聴覚障害者等の状況把握が難しい方、肢体不自由者等の自力での迅速な避難が困難な方がいます。

## 歴史
最初は都営地下鉄大江戸線で導入し、各駅の駅務室で配布を開始するとともに、優先席付近にステッカーを標示した。東京都福祉保健局の担当者は、大江戸線で取り組みを開始した理由として、東京都交通局が同じ都の組織で協力しやすかったこと、また都営地下鉄の路線では唯一他社線と直通運転をしていないため、モデルケースとして始めやすかったことを挙げている。「優先席に座っていたら非難され肩身の狭い思いをした」という投書を見て鉄道での導入を思い立ったが、当初は鉄道以外での用途は想定していなかった。
ヘルプマークの反響は大きく、都が発表した翌々日には新聞記事でも取り上げられ、東京都の広報紙『広報東京都』に掲載した際は「どこでもらえるのか」などの問い合わせ電話が一日中あった。
- 2012年（平成24年）10月 - 都営地下鉄大江戸線でヘルプマークの配布と優先席へのステッカー標示を開始[2][4][12]。
- 2013年（平成25年）7月 - 都営地下鉄全線、都営バス、都電荒川線、日暮里・舎人ライナーで開始[2]。東京都交通局の全路線へ拡大。
- 2014年（平成26年）7月 - ゆりかもめ、多摩モノレールへ拡大[2]。民間企業への働きかけも開始される[2]。
- 2017年（平成29年）7月20日 - ヘルプマークの図案がJIS Z8210（案内用図記号）に追加される[13][14]。

## 実施方法

### 配布
東京都ではヘルプマーク対象者に対し、以下の場所で無料配布している。
- 東京都交通局
  - 都営地下鉄各駅（押上駅、目黒駅、白金台駅、白金高輪駅、新宿線新宿駅を除く[注釈 1]）駅務室・定期券販売所
  - 都営バス各営業所
  - 都電荒川線（荒川電車営業所）
  - 日暮里・舎人ライナー（日暮里駅、西日暮里駅）駅務室
- ゆりかもめ（新橋駅、豊洲駅）駅務室
- 多摩都市モノレール（多摩センター駅、中央大学・明星大学駅、高幡不動駅、立川南駅、立川北駅、玉川上水駅、上北台駅）駅務室（一部時間帯を除く）
- 東京都心身障害者福祉センター（多摩支所を含む）

このほか、東京都内の各自治体ではそれぞれ役所・窓口などで配布している例がみられる。東京都外の道府県でも同様である。

### 標示
車両内等の優先席にステッカーを標示する。
当初はヘルプマーク配布場所となった路線で、ステッカー標示も開始された。
- 東京都交通局
  - 都営地下鉄（浅草線、三田線、新宿線、大江戸線）
  - 都営バス
  - 都電荒川線
  - 日暮里・舎人ライナー
- ゆりかもめ
- 多摩モノレール

その後、以下の鉄道事業者にもステッカー標示が拡大した（2020年10月30日現在）。
- JR（一部地域を除く）
- 東京メトロ
- 小田急電鉄
- 東急電鉄
- 京王電鉄
- 京成電鉄
- 西武鉄道
- 東武鉄道
- つくばエクスプレス
- 阪神電気鉄道
- 阪急電鉄
- 神戸電鉄

など

## 全国への広がり
東京都以外でも、2016年4月1日に京都府で配布が始まったのを皮切りに全国に広がり、2021年10月1日に熊本県で配布が始まったことで全都道府県で導入された。

## ヘルプマークを使用した取り組み

### ヘルプカード
ヘルプマークのデザインを用いて、東京都標準様式のヘルプカードの普及が図られている。ヘルプカードには、緊急連絡先や必要な支援内容などが記載され、障害のある人などが災害時や日常生活の中で困ったとき、周りに理解や支援を求めるためのものである。
東京都内の自治体では、ヘルプマークのピクトグラムをデザインした「ヘルプカード」を身体障害者・知的障害者・精神障害者および難病患者等の障害のある人を対象に配布するといった活用もされている。
東京都に続き福岡県もヘルプカードを導入し啓発・普及に努めている。
広島県では、県独自の取り組み「あいサポート運動」の一環としても配布されており、例えば県から交付される障害者手帳カバーの最終ページに、二つ折りのヘルプカードを挟み込むスペースが儲けられている。

### ヘルプマーク・スイムキャップ
認定NPO法人「プール・ボランティア」が、東京都福祉保健局からヘルプマーク使用許可を受けて、独自に作成しているスイムキャップ 。プールで泳ぐ際に配慮が必要であることを知らせるためのものとして、2018年9月から日本全国に無償配布している。発案者は同団体の事務局長の織田智子。認定NPO法人「プール・ボランティア」は、1999年に大阪府で設立された障害者を専門に水泳指導している団体である。

## ヘルプマーク以前の取り組み
東京都がヘルプマークを制定する以前にも、「見えない障害」の当事者らが独自にマークやバッジなどを作成する取り組みは存在した。しかしそれらは、ヘルプマークのように全国的に広がることはなかった。ヘルプマークが一自治体の枠を超えて全国的に拡がった要因のひとつに、前述のとおり対象者を広く取り、柔軟な運用をしていることが挙げられる。
また聴覚障害者については古くから国際的に独自のマークが存在し、日本では全日本難聴者・中途失聴者団体連合会（全難聴）が「耳マーク」と呼ばれるマークを制定している。

### ハート・プラスマーク
2000年代前半からすでにそうした取り組みはあり、そのひとつが内部障害者の団体「特定非営利活動法人 ハート・プラスの会」が制定した「ハート・プラスマーク」である。団体としてはバッジやカードの作成・配布は行わず、デザインを公開して利用者がそれぞれ使いやすい形でカードなどを作成する形を取っていた。
2003年7月に内部障害者専用のピクトグラム作成を発案、有志により同年10月にマークを作成。マーク普及のため、翌2004年3月に「ハート・プラスの会」を立ち上げた。
同会はマークの対象者について厳格に定義しており、「身体障害者手帳の認定基準で定める内部障害者、および身体障害者手帳の交付を受けられない内臓関係の難病や自己免疫疾患など多くの内臓機能疾患の患者」に限定し、同会はその理由として「障害の種類が違えば、周囲に求めるケアや注意点が違う」ことを挙げている。また知的障害・精神障害については対象外と明記している。ただし知的障害・精神障害を除き、外見からわかりにくい疾患であれば使用を認める場合もあるとしている。
同会はこのマークについて「公的機関が定めた内部障害者を示すマークではなく、法的拘束力も一切持ち合わせていません。そのため、このマークの存在を知らない方に対し強制力はありませんので、ご了承の上、個人の自己責任においてご使用くださいとしている。同会は結成以降、長年にわたり行政に対しマークの普及を働きかけていたが、あまり普及することはなかった。なお、2024年10月7日現在も同会は活動を継続している。

### 見えない障害バッジ
ヘルプマークが作成される以前に「わたしのフクシ。プロジェクト」が、見えない障害の啓発目的を含めて「見えない障害バッジ」を発行した。これは、自己免疫疾患を発症した女性がTwitterに病気の苦しさについて書き込みをしたことに対し、支援を申し出た人たちの議論の末に作製されたもので、2011年から販売された。透明なリボンの形をしており、青い文字で『星の王子さま』の一節「大切なものは目に見えない」が刻まれ、当事者用（ハートマーク付き）と啓発用がある。
当事者用「見えない障害バッジ」の対象者は「障害者に該当しない人」」「難病、内部疾患、発達障害など、社会で認知されず、福祉政策でも『制度の谷間』に落ち込み、サポートが受けにくい『目に見えない』障がい、困難、痛みをもつ人と定義されている。そのためヘルプマークよりは対象範囲が狭く、すでに障害者手帳など福祉制度を受けている人や、妊娠初期の女性などは対象とされていない。
「見えない障害バッジ」は、透明で小さなごく目立たないデザインで作られていた。一方でヘルプマークはカードくらいの大きさで、赤色基調のよく目立つデザインとなっている。これについて東京都福祉保健局の担当者は「主旨としては、周りの方に知ってもらうというのが目的です。そのため、ある程度目立つということを意識しました」と述べている。

## その他
2022年11月30日に発売を予定していた、椎名林檎のアルバム『百薬の長 (UNIVERSAL MUSIC STORE限定盤) 』の特典グッズ「諸々券ケース」のデザインがヘルプマークに酷似しており、またもう一つの特典グッズ「夢語りマスク」に赤十字マークが入っていたことから問題になり、同年10月18日に発売元のユニバーサルミュージックは、アルバム発売延期とグッズデザイン変更を発表するとともに、「日本赤十字社・東京都福祉保健局から各マークの使用規定などについて指導いただいた」として「チェックが不十分だった」と謝罪した。